# Stora Tvåtjärnen
Stora Tvåtjärnen är en sjö i Norbergs kommun i Västmanland och ingår i Norrströms huvudavrinningsområde.